# Prästtjärnen (Ullångers socken, Ångermanland)
Prästtjärnen är en sjö i Kramfors kommun i Ångermanland och ingår i Nätraån-Ångermanälvens kustområde. Sjön har en area på 0,0864 kvadratkilometer och ligger 13,4 meter över havet. Sjön avvattnas av vattendraget Törnaån.

## Delavrinningsområde
Prästtjärnen ingår i det delavrinningsområde (698919-161991) som SMHI kallar för Utloppet av Prästtjärnen. Medelhöjden är 52 meter över havet och ytan är 0,58 kvadratkilometer. Räknas de 6 avrinningsområdena uppströms in blir den ackumulerade arean 34,86 kvadratkilometer. Törnaån som avvattnar avrinningsområdet har biflödesordning 2, vilket innebär att vattnet flödar genom totalt 2 vattendrag innan det når havet efter 3,4 kilometer. Avrinningsområdet består mestadels av skog (68 procent). Avrinningsområdet har 0,08 kvadratkilometer vattenytor vilket ger det en sjöprocent på 13,5 procent. Bebyggelsen i området täcker en yta av 0 kvadratkilometer eller 1 procent av avrinningsområdet.